# Jim Gaffigan
James Cristopher „Jim” Gaffigan (n. 7 iulie 1966, Elgin⁠(d), Illinois, SUA) este un actor și autor american.

## Viața și cariera
Jim Gaffigan a crescut în Chesterton, Indiana. Este cel mai tânăr dintre cei 6 copii ai lui Michael și Marcia Gaffigan. Vorbește deseori, în spectacolele sale de stand-up comedy, despre cum este să crești într-o familie numeroasă. Tatăl său a fost bancher și și-a încurajat copiii să își creeze cariere în domenii care să le ofere locuri de muncă sigure. La vârsta de cinci ani, Jim a declarat că atunci când va crește va dori să devină „actriță”. 
În 1988 a absolvit Școala de afaceri McDonough a Universității Georgetown, cu o diplomă în Finanțe. După absolvire, admirația pentru David Letterman l-a făcut pe Jim Gaffigan să se mute la New York. Pe parcursul zilei lucra, iar seara frecventa cursurile unei școli de actorie. După ce a participat la un seminar stand-up, s-a atașat de acest gen de reprezentație comică, astfel că, seara, după orele de teatru, își juca numerele de stand-up comedy în cluburi până aproape de orele dimineții. A fost deseori surprins dormind în timpul serviciul pe care îl avea ziua și chiar a fost trezit de șeful său pentru a fi demis.
Stilul pe care Jim Gaffigan îl abordează este observațional, iar principalele teme din spectacolele sale sunt orientate către lene, mâncare și viața de părinte.
Jim Gaffigan are o carieră activă și în film. Printre producțiile cinematografice în care a fost distribuit se numără: „Hot Pursuit”(Hot Pursuit: Urmărire periculoasă), „Going the Distance”(Amor la distanță), „It's Kind of a Funny Story”(Spitalul de nebuni), „17 Again”(Din nou la 17 ani), „Away We Go”(Un noi început), „The Love Guru”(Guru dragostei). De asemenea, Gaffigan a dat viață câtorva personaje din filme de animație și are publicate câteva albume muzicale.
Este căsătorit cu actrița Jeannine Gaffigan, împreună având cinci copii. Despre viața de părinte cu cinci copii povestește atât în spectacolele sale de stand-up comedy, cât și în cartea „Dad is Fat”(Tata este gras), publicată și în limba română. Cartea audio cu același titlu, în limba română, se află în lectura actorului Radu Gheorghe.

## Discografie
- 2001: Luigi's Doghouse
- 2001: Economics II
- 2003: More Moo Moos
- 2004: The Last Supper
- 2004: Doing My Time
- 2006: Beyond the Pale
- 2009: King Baby
- 2012: Mr. Universe
- 2014:  Obsessed

## Filmografie
- Three Kings (1999)
- Personals (1999)
- Cry Baby Lane (2000)
- Super Troopers (2001)
- Igby Goes Down (2002)
- No Sleep Till Madison (2002)
- 13 Going On 30 (2004)
- The Great New Wonderful (2005)
- Stranger Than Fiction (2006)
- Stephanie Daley (2006)
- The Living Wake (2007)
- What She Knew (2008)
- The Love Guru (2008)
- 17 Again (2009)
- Away We Go (2009)
- The Slammin' Salmon (2009)
- It's Kind of a Funny Story (2010)
- Going the Distance (2010)
- Salvation Boulevard (2011)
- Love Sick Love (2012)
- Howard Cantour.com (short film) (2013)
- Staten Island Summer (2014)
- The Nobodies (short film) (2014)
- Hot Pursuit (2015)
- Experimenter (2015)
- The Bleeder (2016)

## Legături externe
- Jim Gaffigan la Internet Movie Database

1. ↑  , 20 septembrie 2015 https://www.cbsnews.com/news/jim-gaffigan-on-being-a-practicing-catholic/, accesat în 17 mai 2021 Lipsește sau este vid: |title= (ajutor)